# Požár dispenzáře ve Voroněžské oblasti
Požár léčebného zařízení v Alfjorovce ve Voroněžské oblasti v Rusku začal před půlnocí z 12. na 13. prosince 2015. V tu dobu bylo v léčebně 74 osob, v tom 29 ležících pacientů a 4 členové personálu. Po čtyřech hodinách se podařilo požár lokalizovat.
Oheň se rozšířil na plochu 600 m2 a zcela zničil přízemní budovu rozdělenou dřevěnými příčkami.
Událost je vyšetřována jako trestný čin, příčiny požáru zůstávají prozatím nejasné. Mezi možné příčiny patří zkrat v elektroinstalaci či nesprávná manipulace s otevřeným ohněm.